# Lax (Valais)
Lax es una comuna suiza situada en el distrito de Goms, en el cantón del Valais,  Tiene una población estimada, a fines de 2020, de 329 habitantes.
Limita al norte y noreste con la comuna de Fiesch, al sureste y sur con Ernen, al suroeste con Grengiols, al oeste con Martisberg, y al noroeste con Betten.